# Trachylepis elegans
Trachylepis elegans är en ödleart som beskrevs av  Peters 1854. Trachylepis elegans ingår i släktet Trachylepis och familjen skinkar. IUCN kategoriserar arten globalt som livskraftig. Inga underarter finns listade i Catalogue of Life.